# Svensk-amerikanska vänskaps- och handelstraktaten
Svensk-amerikanska vänskaps- och handelstraktaten, officiellt Vänskaps-och handels-traktat emellan Hans Maj:t Konungen af Sverige och de Förenta Staterna i Norra Amerika, var ett avtal som undertecknades 3 april 1783 i Paris mellan USA och Sverige. Avtalet etablerade en handelsallians mellan dessa båda länder och undertecknades under det amerikanska revolutionskriget. Avtalet undertecknades av de båda sändebuden Benjamin Franklin och Gustaf Philip Creutz.

## Bakgrund
1783 var Benjamin Franklin USA:s ambassadör i Paris och den 28 september 1782 hade han av kongressen fått uppdraget att vara sändebud till kung Gustav III av Sverige. Eftersom Franklin verkade i Paris fördes diskussionerna med den svenske ambassadören vid franska hovet, greve Gustaf Philip Creutz.
Den 3 april 1783 skrev de båda under avtalet. Detta var det första avtal USA undertecknade med ett annat land, som inte var direkt involverat i revolutionskriget. Sverige blev därför det första neutrala landet, som erkände den unga amerikanska republiken.

## Undertecknare

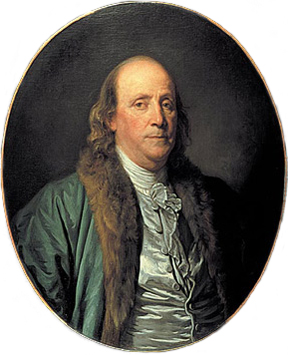
Jean-Baptiste Greuzes porträtt av Benjamin Franklin från 1777.

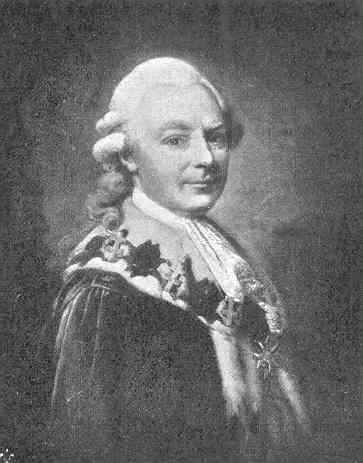
Gustaf Philip Creutz, klädd i svensk statsrådsdräkt, med Serafimerordens kedja över axlarna.

### Förenta staterna
- Benjamin Franklin

### Sverige
- Greve Gustaf Philip Creutz

## Bestämmelser
- Fred och vänskap ska råda mellan USA och Sverige
- Ömsesidig Mest-gynnad-nation-status med hänseende till handel och sjöfart
- Ömsesidigt skydd av alla fartyg och all last när de befinner inom amerikansk eller svensk jurisdiktion
- Ömsesidig rätt för det ena landets medborgare att äga mark i det andra landet
- Ömsesidig rätt för länderna att genomsöka ett fartyg från det andra landet, som kommer från en fiendehamn, i jakten på kontraband
- Ömsesidig rättssäkerhet om kontraband hittas på ett allierat fartyg och endast när det officiellt har blivit förklarat kontraband får det beslagtas
- Ömsesidigt skydd av krigsfartyg och kapare och deras besättningar från skada av det andra landet och böter om brott mot denna punkt sker
- Återlämnande av stulen egendom, som har tagits av sjörövare
- Rätt för krigsfartyg och kapare att fritt föra med sig fartyg och gods erövrade från fiender
- Ömsesidigt bistånd, skydd och skyddshamn till både krigs- och handelsfartyg under kris på det andra landets territorium
- Ingendera sidan får tillåta kapare mot det andra landet eller tillåta kapare från något av ländernas fiender att ankra i hamnar i det egna landet
- Ömsesidig rätt att bedriva handel med det andra landets fiender, så länge handelsvarorna inte är kontraband
- Om Sverige och USA skulle bli fiender ska nio månaders skydd för handelsfartyg råda i fiendehamn
- För att undvika bråk mellan länderna måste alla fartyg medföra pass och godsdeklaration
- Om två fartyg från de båda länderna möts ska krigsfartyg och kapare hålla sig utom räckhåll för kanoner, men har rätt att borda handelsfartyg för att inspektera deras pass och godsdeklaration
- Ömsesidig rätt att inte mer än en gång behöva bli utsatt för att ett fartygs last inspekteras
- Ömsesidig rätt att ha konsuler, vicekonsuler, agenter och kommissarier i det andra landets hamnar

## Ratificering
- Gustav III ratificerade avtalet på Stockholms slott den 23 maj 1783[1]
- Den amerikanska kongressen ratificerade avtalet den 29 juli 1783[1]
- Ratifikationerna utväxlades i Paris den 6 februari 1784